# Robert Rebele
Robert Rebele (* 25. März 1969 in München) ist ein deutscher Figurenbildner und Puppenspieler.

## Leben
Rebele machte sich 1990 als Figurenbildner selbstständig. Bereits bei seinem ersten Auftrag kam er zum Fernsehen und arbeitet seitdem ausschließlich für Film und Fernsehen. In seinem Atelier entstanden Filmpuppen wie Tabaluga und Arktos für Tabaluga tivi im ZDF, Vampy, DJ und Schulz für RTL 2, Hammermann und Keulenstein beim WDR oder Chili, das Schaf (KIKA). Des Weiteren erstellte Rebele auch viele Spezialeffekte-Make-ups für Filme wie Rossini oder Taking Sides.
Besonderes Medienecho riefen seine realistischen Leichendummies für die Produktion Post Mortem hervor. Einige seiner Leichenpuppen finden sich auch in Produktionen wie Tatort oder Alarm für Cobra 11.
In einigen Produktionen war Rebele zudem als Puppenspieler und Sprecher aktiv. So lieh er beispielsweise Tabaluga dem Drachen über 10 Jahre seine Stimme und moderierte so die Sendung Tabaluga tivi oder sprach den Hund „Done“ in der Sendung Sauhund! im BR.

## Auszeichnungen
Nachdem er neben dem reinen Figurenbau in seinem Atelier immer mehr Arbeiten der Filmproduktion übernahm und auch das Setdesign, den Setbau, und die Umsetzung der Dreharbeiten ausführte, bekam er für seine Idee, eine Filmproduktionsfirma aufzubauen, die sich auf Puppenfilme spezialisiert, im November 2015 die Auszeichnung „Kultur- und Kreativpilot 2015“ von der Initiative Kultur- und Kreativwirtschaft der deutschen Bundesregierung.

## Trivia
Den Auftritt von Robert Rebele und Mark Benecke, die sich seit ihrer gemeinsamen Arbeit an Post Mortem kennen, in der Talkshow Johannes B. Kerner sah der Autor Jan Costin Wagner. Dies inspirierte ihn zu seinem Roman Im Winter der Löwen, in dem ein Kriminalbiologe und ein Puppenbauer umgebracht werden, nachdem sie in der größten finnischen Talkshow zu Gast waren. Ein Zuschauer hatte in den gezeigten künstlichen Leichen seinen verstorbenen Angehörigen wiedererkannt.